# Лимар Євген Овксентійович
Євген Овксентійович Ли́мар (20 квітня 1905, Бєлгород — 2 жовтня 1972, Харків) — український радянський архітектор і художник, кандидат архітектури з 1946 року.

## Біографія
Народився 20 квітня 1905 року в місті Бєлгороді (тепер Росія). 1929 року закінчив Харківський інженерно-будівельний інститут (навчався у архітекторів О. Бекетова, М. Покорного, В. Троценка). Відтоді викладав в ньому і в Харківському інституті інженерів транспорту. У 1930-х роках працював у Харківському відділі Союзтранспроекту. У повоєнний час працював на посаді головного архітектора майстерні у проектному бюро Управління Південної залізниці «Хартранспроект» та у Харківському Діпротрансі Головтранспроекту СРСР Міністерства шляхів сполучення.
Помер в Харкові 5 вересня 1972 року.

## Роботи
Автор праць і статей з питань архітектури. Серед реалізованих проектів:
- фабрично-заводське училище заводу «Серп і Молот» (Харків, 1931);
- вугільно-хімічний інститут (Харків, 1931—1933);
- житлові будинки в Полтаві та Запоріжжі (1939);
- залізничні вокзали в Полтаві (1944), Лозовій (1945—1948), Ковелі (1949), Харкові (1952) та Ясинуватій (1952).

Створював пейзажі аквареллю, гуашшю, пастеллю.